# Matjaž Čačovič
Matjaž Čačovič, slovenski gospodarstvenik, * 31. oktober 1951, Ljubljana.
Diplomiral je 1975 na ljubljanski Ekonomski fakulteti. Bil je med drugim direktor finančnega sektorja v Tubi in Energoinvestu v Ljubljani. Leta 1988 pa se je zaposlil v Drogi v Portorožu, kjer je 1990 postal generalni direktor družbe, oziroma predsednik uprave.